# 波來古省

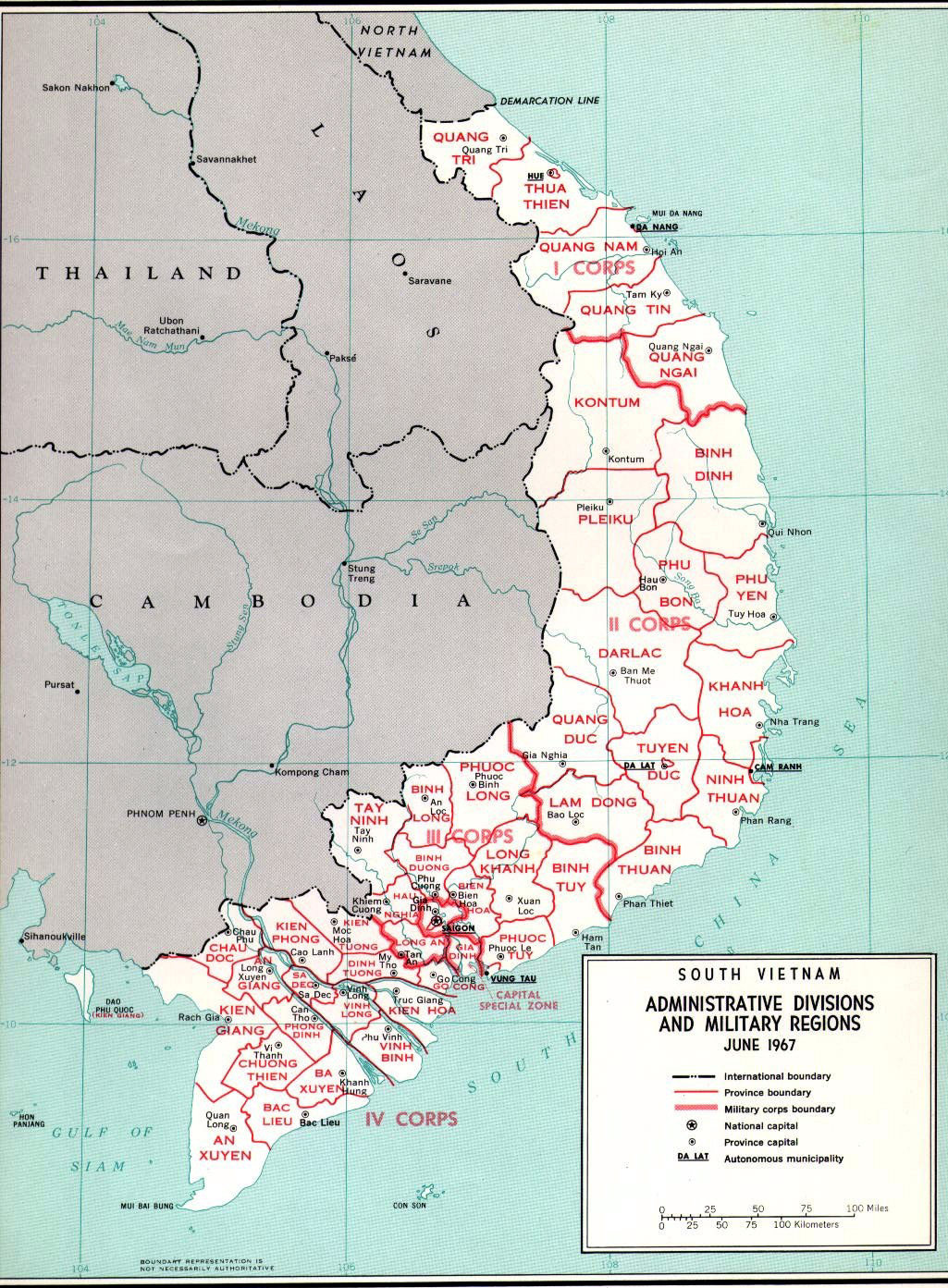
1967年的地圖顯示了越南共和國波來古省的省界

波來古省是越南曾經設立的一個省。該省占地面積8,444平方公里，毗鄰崑嵩省、平定省、富本省、多樂省。
1975年11月，越南南方共和國臨時革命政府將波來古省並入嘉萊省。

## 名称
“波来古”借自嘉莱语"Plơi Kơdưr",意为“北方”，或“高村”, 越南语"Pleiku"的写法来自殖民地时期法国人写法的Plei-Kou-Derr, Plei Ku Der。

## 行政區劃
1970年，波來古省下轄3郡。
- 励忠郡
- 清安郡
- 富仁郡